# Arsabenceno
El arsabenceno (nombre IUPAC: arsinina) es un compuesto heterocíclico de organoarsénico con la fórmula química C5H5As. Pertenece a un grupo de compuestos llamados heteroarenos que tienen la fórmula general C5H5E (E= N, P, As, Sb, Bi).
Este líquido sensible al aire tiene un olor a cebolla, y se descompone al calentarlo. El arsabenceno también es un ligando ambidentado que prefiere coordinarse utilizando las rutas η1(As) o η6(π).
El estudio del arsabenceno y compuestos relacionados fue un paso importante en la comprensión de los compuestos que contienen enlaces múltiples entre el carbono y elementos más pesados.

9-Arsaantraceno

El estudio de los heteroarenos fue iniciado por Märkl, con la síntesis del 2,4,6-trifenilfosfabenceno. Esto se logra tratando la sal de pirilio 2,4,6-trisustituida con fosfanos. El primer derivado del arsabenceno fue el 9-arsaantraceno preparado por Jutzi y Bickelhaupt.

## Estructura química
El arsabenceno es plano. La distancia de enlace C—C es de 1,39 Å, mientras que el enlace As—C tiene una longitud de 1,85 Å, un 6,6 % más corta que el enlace simple As—C normal.
|  |

La espectroscopía de RMN realizada en el arsabenceno indica que tiene una corriente de anillo diamagnético.

## Síntesis
El arsabenceno se sintetiza en un proceso de dos pasos a partir del 1,4-pentadiino. El diino reacciona con dibutilestanano para dar 1,1-dibutilestannaciclohexa-2,5-dieno. El compuesto de organoestaño sufre un intercambio de As/Sn con tricloruro de arsénico para dar 1-cloroaciclohexadieno, que pierde un HCl al calentarse, formando el arsabenceno.
CH2(CHCH)2SnBu2 + AsCl3 → CH2(CHCH)2AsCl + Bu2SnCl2
CH2(CHCH)2AsCl → C5H5As + HCl

## Reactividad
El arsabenceno sufre una sustitución aromática electrofílica en sus posiciones orto y para. También sufre una acilación de Friedel-Crafts.
Mientras que la piridina normalmente no sufre una reacción de Diels-Alder, el arsabenceno se comporta como un dieno con el hexafluoro-2-butino. La fosforina y el benceno correspondientes sufren una reacción análoga a 100 °C y 200 °C, respectivamente. Por lo tanto, la capacidad de estos heterobencenos para sufrir la reacción de Diels-Alder con este electrófilo aumenta a medida que avanza la tabla periódica. El bismabenceno es tan reactivo que existe en equilibrio con su dímero.
El arsabenceno es mucho menos básico que la piridina, ya que no reacciona con los ácidos de Lewis. El ácido trifluoroacético no protona la molécula.